# Rodrigo López (ciclista)
Rodrigo Fernando López (Colón, Entre Ríos, 3 de enero de 1979) es un ciclista argentino ganador de dos medallas de bronce en los Juegos Paralímpicos y cuatro veces campeón mundial. Es el ciclista argentino que más medallas ha ganado en campeonatos mundiales (nueve hasta 2015), convencionales o adaptados. Fue elegido abanderado de la delegación argentina a los Juegos Parapanamericanos de 2015. Becado por el ENARD.

## Síntesis biográfica
Rodrigo López nació el 3 de enero de 1979 en Colón (Entre Ríos). Desde muy pequeño disfrutó de andar en bicicleta y a los dos años ya andaba sin rueditas de ayuda y decía que cuando fuera grande sería campeón mundial. A los cinco años padeció una encefalitis herpética, que le produjeron parálisis cerebral, afectando su audición, el habla y la motricidad fina.
A los quince años participó en un torneo local de mountain bike de ciclistas convencionales, llegando en segundo lugar. Comenzó a entrenar con su padre, de desde entonces en adelante sería su entrenador. En esos años en Argentina no existía el ciclismo adaptado, razón por la cual en 2001 decidió anotarse en un torneo de ciclismo adaptado en Tomelloso-La Mancha, España, que había descubierto por Internet. La comunidad de su pueblo natal se movilizó para realizó actividades de todo tipo con el fin de recaudar fondos para solventar los altos gastos de traslado que necesitaba Rodrigo. En el torneo español López obtuvo una medalla de oro y otra de plata, dando inicio así a su carrera como ciclista adaptado.
Compitió en los Juegos Paralímpicos de Atenas 2004, Pekín 2008 y Londres 2012, ganando dos medallas de bronces y tres diplomas paralímpicos. En Río de Janeiro 2016 integró por cuarta vez la delegación paralímpica de Argentina.
Salió cuatro veces campeón del mundo y obtuvo dos récords mundiales, con la particularidad -inusual en el deporte- de que sus dos últimos títulos mundiales fueron obtenidos a los 35 años.
En 2015 estaba completando sus estudios secundarios a distancia, mediante un programa especial del Ente Nacional de Alto Rendimiento Deportivo (Enard). Ha sido reconocido como Ciudadano Ilustre de la ciudad de Colón, y como el mejor deportista paralímpico de Argentina con el premio Olimpia de 2011.

## Carrera deportiva

### Juegos Paralímpicos
Rodrigo López integró la delegación paralímpica argentina en cuatro oportunidades: Atenas 2004, Pekín 2008, Londres 2012 y Río de Janeiro 2016, estos últimos en desarrollo mientras se escribía este párrafo, obteniendo hasta este momento dos medallas de bronce y cuatro diplomas paralímpicos. 

#### Bronce en Atenas 2004
Rodrigo López participó en Atenas 2004 cuando tenía 25 años, luego de ganar ubna medalla de bronce el año anterior en el campeonato mundial de ciclismo llevado a cabo en República Checa. López compitió en tres pruebas, ganando la medalla de bronce en la prueba contrarreloj, diploma paralímpico en la prueba de persecución individual (6.ª posición) y un 9.º puesto en 1km contra reloj.
| Ciclismo Varones Ciclismo en ruta contrarreloj Participantes: 9 | Ciclismo Varones Ciclismo en ruta contrarreloj Participantes: 9 | Ciclismo Varones Ciclismo en ruta contrarreloj Participantes: 9 | Ciclismo Varones Ciclismo en ruta contrarreloj Participantes: 9 | Ciclismo Varones Ciclismo en ruta contrarreloj Participantes: 9 |
|                                                                 | Deportista                                                      | País                                                            | Tiempo                                                          |                                                                 |
| --------------------------------------------------------------- | --------------------------------------------------------------- | --------------------------------------------------------------- | --------------------------------------------------------------- | --------------------------------------------------------------- |
| 1                                                               | Javier Otxoa                                                    | España                                                          | 1h17m59s                                                        |                                                                 |
| 2                                                               | Darren Kenny                                                    | Francia                                                         | 1h18m04s                                                        |                                                                 |
| 3                                                               | Rodrigo López                                                   | Argentina                                                       | 1h19m54s                                                        |                                                                 |
| Fuente: IPC.                                                    |                                                                 |                                                                 |                                                                 |                                                                 |

#### Tres diplomas en Pekín 2008
En Pekín López compitió en cuatro pruebas, obteniendo tres diplomas: un 5.º puesto en 1km contra reloj, un 6.º puesto en persecución individual, y un 8.º puesto en ruta contra reloj.

#### Bronce en Londres 2012
López participó en cuatro eventos en Londres, ganando una medalla de bronce (persecución individual) y dos diplomas (6.º puesto en ruta contra reloj y 7.º puesto en 1km contra reloj).
| Ciclismo Varones Persecución individual Participantes: 9 | Ciclismo Varones Persecución individual Participantes: 9 | Ciclismo Varones Persecución individual Participantes: 9 | Ciclismo Varones Persecución individual Participantes: 9 |
|                                                          | Deportista                                               | País                                                     |                                                          |
| -------------------------------------------------------- | -------------------------------------------------------- | -------------------------------------------------------- | -------------------------------------------------------- |
| 1                                                        | Mark Colbourne                                           | Reino Unido                                              |                                                          |
| 2                                                        | Zhangyu Li                                               | Chile                                                    |                                                          |
| 3                                                        | Rodrigo López                                            | Argentina                                                |                                                          |
| Fuente: IPC.                                             |                                                          |                                                          |                                                          |

### Campeonatos mundiales
Rodrigo López compitió en siete campeonatos mundiales, obteniendo cuatro campeonatos y cinco medallas adicionales de plata y bronce.
| Campeonatos mundiales Rodrigo López | Campeonatos mundiales Rodrigo López | Campeonatos mundiales Rodrigo López | Campeonatos mundiales Rodrigo López | Campeonatos mundiales Rodrigo López |
| Posición                            | Año                                 | Evento                              | Tiempo                              |                                     |
| ----------------------------------- | ----------------------------------- | ----------------------------------- | ----------------------------------- | ----------------------------------- |
| 3                                   | 2003 República Checa                | 1km contra reloj C1                 |                                     |                                     |
| 3                                   | 2006 Suiza                          |                                     |                                     |                                     |
| 1                                   | 2011 Montichiari                    | 1km contra reloj C1                 | RM 1:19.991                         |                                     |
| 1                                   | 2012 Los Ángeles                    | 1km contra reloj C1                 |                                     |                                     |
| 1                                   | 2014 Aguas Calientes                | 1km contra reloj C1                 |                                     |                                     |
| 1                                   | 2014 Los Ángeles                    | Persecución individual 3 km C1      |                                     |                                     |